# Laubenhof
Laubenhof ist ein Ortsteil der Gemeinde Schwarzhofen im Oberpfälzer Landkreis Schwandorf (Bayern).

## Geographische Lage
Laubenhof befindet sich ungefähr zwei Kilometer nördlich von Schwarzhofen und 300 Meter östlich der Staatsstraße 2040.

## Geschichte

### Anfänge bis zum 15. Jahrhundert
Laubenhof (auch: Laubena, Laubnach, Laubenhoff, Laubenhofen) wurde im Urbar 1285, 1326 und 1499 mit einem Hof erwähnt.
Schon Anfang des 15. Jahrhunderts wurde Laubenhof als Leuchtenbergisches Lehen genannt.
Konrad der Tucher vermachte 1414 dem Spital von Neunburg den großen und kleinen Zehnt zu Laubenhof. Seit 1445 war der Laubenhof Ludwig dem Muracher zehntpflichtig. 1499 wurde Laubenhof im Zinsbuch schriftlich erwähnt.

### 16. bis 18. Jahrhundert
In den Musterungsprotokollen von 1572 tauchte Laubenhof mit einer Mannschaft auf. Im Visitationsprotokoll von 1582 wurde Laubenhof als zur Pfarrei Schwarzhofen gehörig genannt.
1631 gab es in Laubenhof einen Hof, 17 Rinder, drei Schweine und 90 Schafe. Es gehörte zum inneren Amt Neunburg.
In Laubenhof hat ein Eisenhammer bestanden, zu dem er aber in einem Bericht des Johann German Barbing an den Kurfürst Ferdinand Maria vom 16. Januar 1666 heißt: "Laubenhof: Der Schinhammer, L. genannt, ist so ganz öd und eingefallen, daß nichts mehr von ihm zu sechen ist. An dessen statt ist eine Mühle samt einer Säge erbaut, gehört Georg Erasen (Erras) Erben, welche in Ermangelung der Mittel nichts mehr aufbauen können." Das Hammerwerk wurde vom Wasser der Schwarzach betrieben.
1762 hatte Laubenhof ein Anwesen und einen Untertanen.

### 19. Jahrhundert bis zur Gegenwart
Entsprechend einer Verordnung von 1808 wurde das Landgericht Neunburg vorm Wald in 55 Steuerdistrikte unterteilt. Dabei bildete Haag bei Schwarzhofen mit den Ortschaften Denglarn, Girnitz, Höfen bei Uckersdorf, Krimling, Laubenhof, Raggau und Uckersdorf einen Steuerdistrikt. Laubenhof hatte zu dieser Zeit ein Anwesen und 11 Einwohner.
1820 wurden Ruralgemeinden gebildet. Dabei entstand die Ruralgemeinde Haag, die aus der Ortschaft Haag mit 11 Familien, der Ortschaft Krimling mit 5 Familien und der Ortschaft Laubenhof mit einer Familie bestand.
1830 bis 1972 bildete Haag bei Schwarzhofen zusammen mit den Ortschaften Denglarn, Krimling, Laubenhof und Raggau eine selbständige Gemeinde.
Zum Stichtag 23. März 1913 (Osterfest) wurde Laubenhof als Teil der Pfarrei Schwarzhofen mit einem Haus und 10 Einwohnern aufgeführt.
Bei der Eingliederung der Gemeinde Haag bei Schwarzhofen in die Gemeinde Schwarzhofen 1972 gelangte Laubenhof zur Gemeinde Schwarzhofen.
Am 31. Dezember 1990 hatte Laubenhof 7 Einwohner und gehörte zur Pfarrei Schwarzhofen.